# 亨默亨普斯特德足球會
亨默亨普斯特德足球會（Hemel Hempstead Town Football Club）是一支位於英格蘭赫默爾亨普斯特德的職業足球會，目前於英格蘭足球全國聯賽南角逐。

## 外部連結
- Official website （页面存档备份，存于）